# Callitris preissii
Callitris preissii är en cypressväxtart som beskrevs av Friedrich Anton Wilhelm Miquel. Callitris preissii ingår i släktet Callitris och familjen cypressväxter. IUCN kategoriserar arten globalt som livskraftig. Inga underarter finns listade i Catalogue of Life.

## Bildgalleri

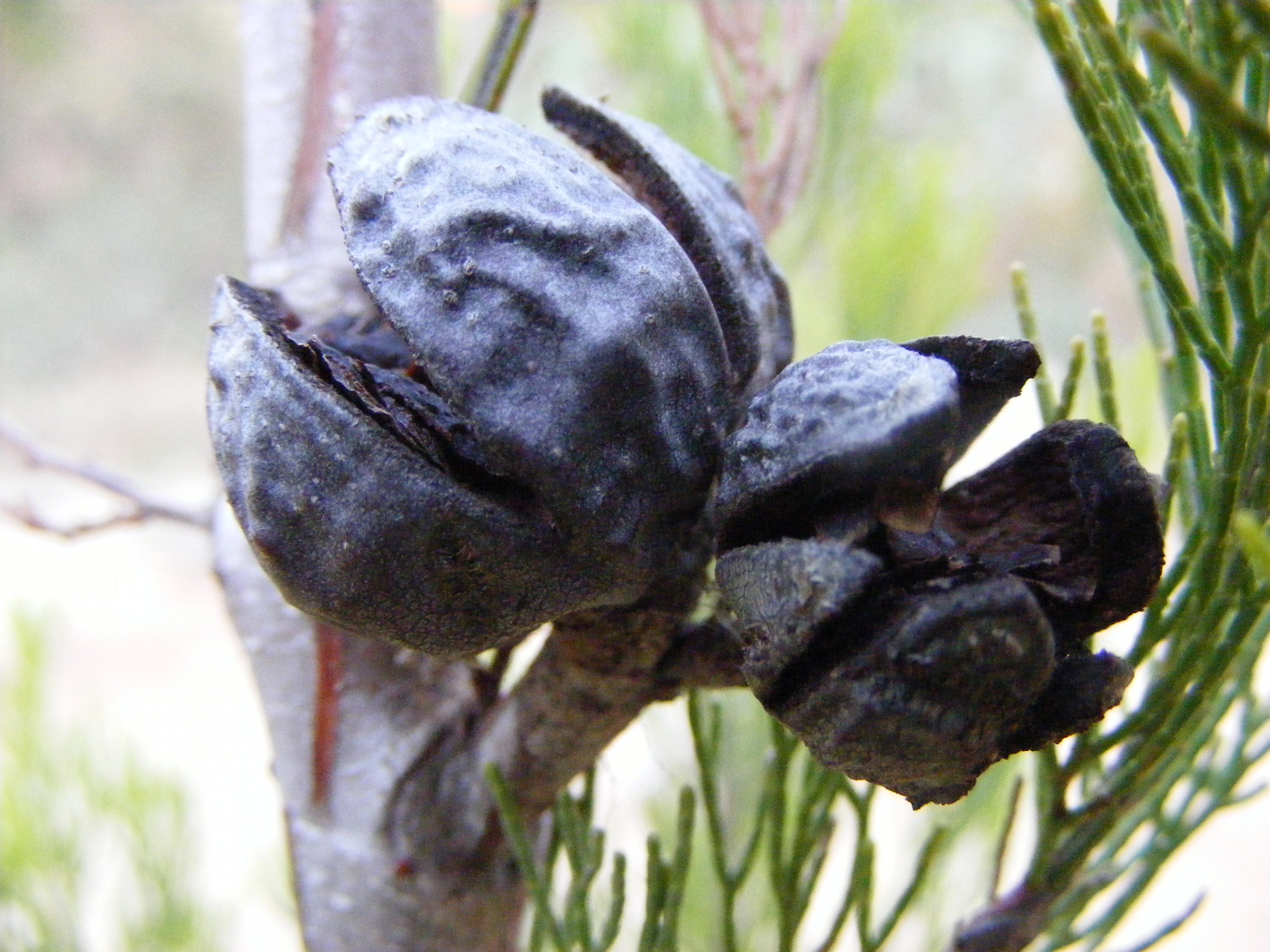
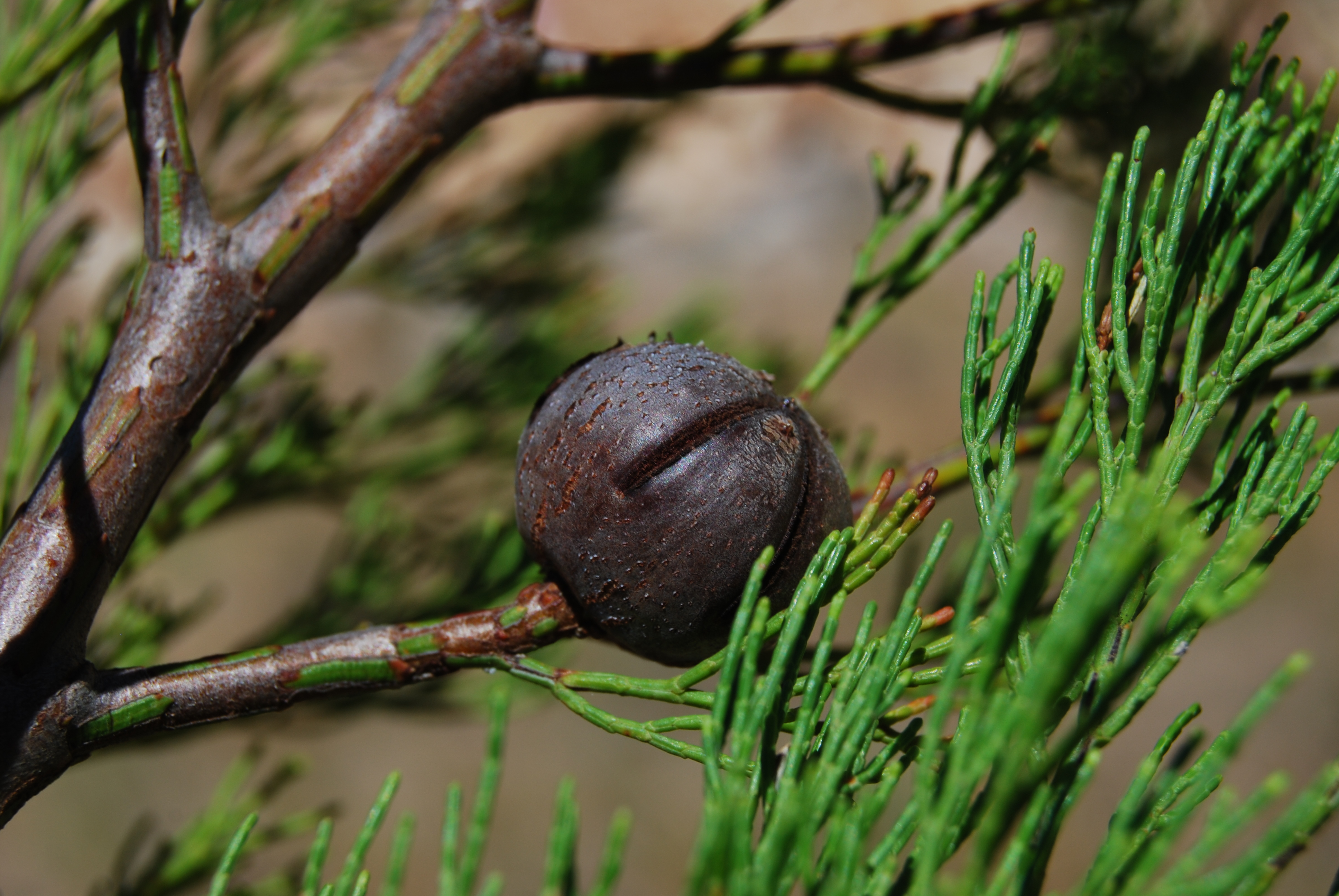
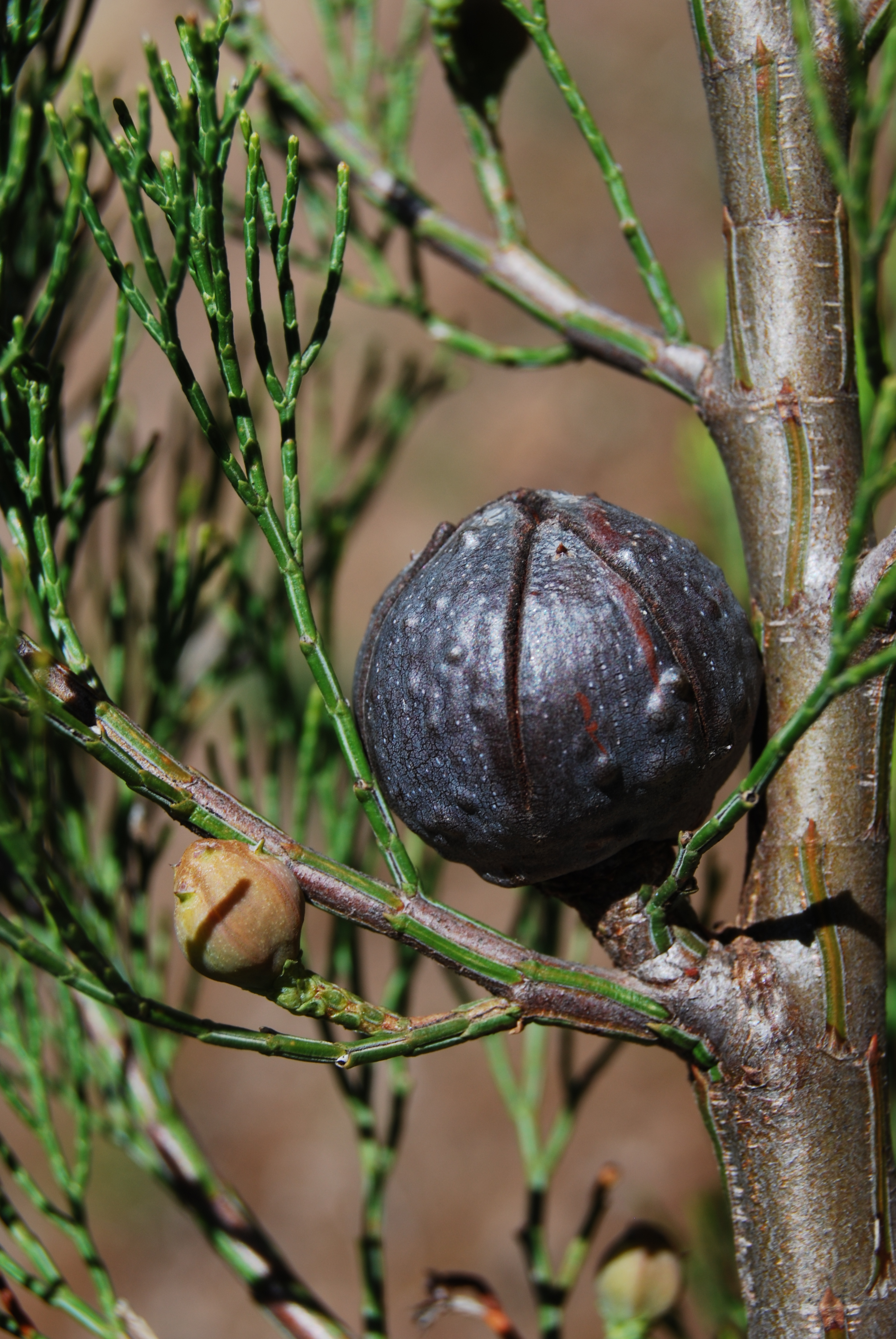
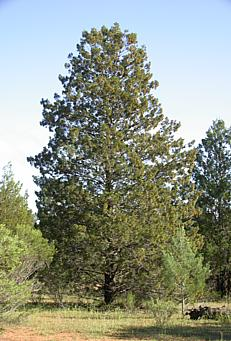